# Oncholaimus brevisetosus
Oncholaimus brevisetosus är en rundmaskart som beskrevs av Hans August Kreis 1932. Oncholaimus brevisetosus ingår i släktet Oncholaimus och familjen Oncholaimidae. Inga underarter finns listade i Catalogue of Life.